# بلوار هفت تیر مشهد
- ‌ نام بلوار : بلوار هفت تیر

- شهر : مشهد

- جایگاه جغرافیایی در شهر:جنوب غربی

- منطقه شهرداری:منطقه ۹ شهر مشهد

- درازا: ۲.۶ کیلومتر

- پایان شمالی: بلوار دانشجو، بزرگراه وکیل آباد

- پایان شرقی: بلوار صارمی، بلوار پیروزی،بلوار کتاب

- پایان غربی:خیابان شقایق، خیابان آلاله، بلوار فکوری

- پایان جنوبی:بام هفت تیر

بلوار هفت تیر که پیشتر با نام کوی آب و برق شناخته میشد، یکی از بلوار های شهر مشهد است.
تاریخچه شکل گیری این بلوار و منطقه از دهه ۱۳۴۰ اوج گرفت و در دهه شصت به کارکنان ادارات آب و برق واگذار شد.
این بلوار شمال_جنوب است و از شمال به بلوار دانشجو و بزرگراه وکیل آباد‌ در میدان هفت تیر به صارمی در چهارراه هفت تیر به بلوار پیروزی در میدان هشتم شهریور به بلوار کتاب، بلوار قاضی، بلوار فکوری و در جنوب به بام هفت تیر برخورد میکند
این بلوار یکی از بلوار های گرانقیمت و اعیان نشین مشهد است.
همچنین این بلوار یکی از مراکز خرید و تفریحی شهر مشهد است.
برج آرمیتاژ گلشن بلندترین برج شرق کشور، برج باران ۱، برج باران ۲، برج کالیزه مشهد و برج آرمیتاژ ۲ 
دارا بودن فضای سبز زیبا و استفاده از مدرنیته این بلوار را به یکی از زیباترین بلوارهای خاورمیانه تبدیل کرده است.
در ورودی شمالی این بلوار قطارشهری هفت تیر  قراردارد و در میدان هشتم شهریور در نیمه جنوبی این بلوار مترو هشتم شهریور قراردارد